# Histoire et curiosités
 (avril 2025).
Histoire & Curiosités était une maison d'édition française, active de 2007 à 2014, spécialisée dans les ouvrages concernant la phaléristique.

## Historique
Depuis sa création en 2007, le siège d'Histoire & Curiosités est installée au 1, rue Pierre-Fontaine à Paris. Cette maison d'éditions publie des ouvrages scientifiques à petit tirage, visant à approfondir ou combler des thèmes peu étudiés concernant les ordres, décorations, médailles et insignes de fonction et d'identité. 
La société a été dissoute et radiée le 20 mars 2014. 

## Ouvrages publiés
- Henri Veyradier et Daniel Werba, Les Récompenses des diocèses en France, Paris, Histoire et curiosités - éditions Phaléristiques, 2007, 232 p.  (ISBN 978-2-9528707-0-2)

Cet ouvrage a reçu le Prix du bailli comte Josserand de Saint-Priest d’Urgel de l'Académie des sciences morales et politiques en 2007.
- Étienne Martin, Les croix de chapitre à Nancy et à Toul, évolution du costume canonial nancéien, Paris, Histoire et curiosités - éditions phaléristiques, 2010, 128 p.  (ISBN 978-2-9528707-1-9).